# Volcan-Grill de Timanfaya

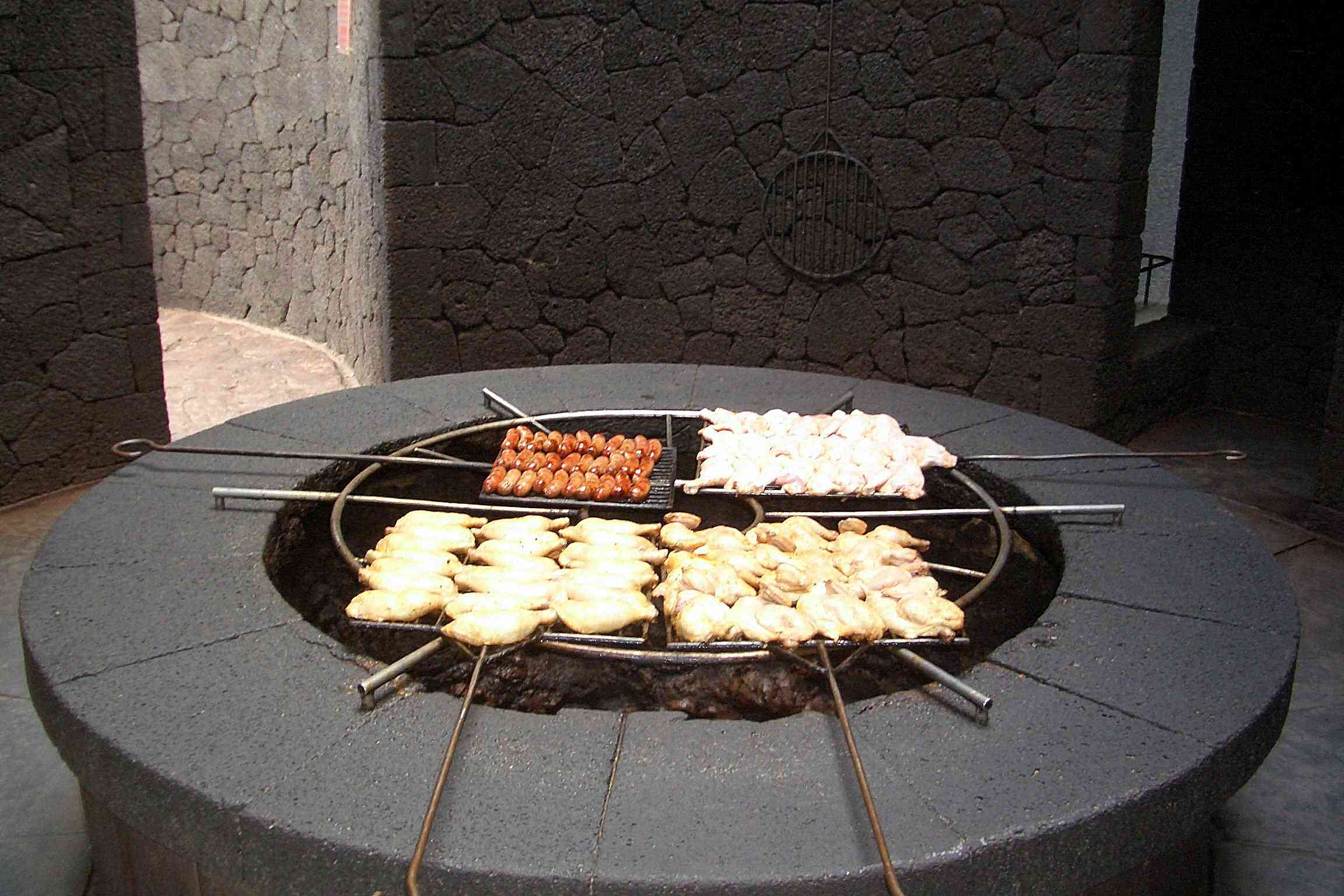
Gril du four de Timanfaya.

Le restaurant-grill volcanique de Timanfaya — à l'enseigne El Diablo — est un établissement conçu par César Manrique et Eduardo Cáceres proposant de la cuisine artisanale canarienne dans le parc national de Timanfaya à Lanzarote. Le grill fonctionne avec un gril de cuisson disposé à l'aplomb d'une cheminée volcanique dans une zone d'une grande activité géothermique et magmatique située au milieu de la Montanas del Fuego, une chaine volcanique. La chaleur monte depuis les entrailles de la terre, en rôtissant les aliments  placées sur le gril.